# Bárbara Arenhart
Bárbara Elisabeth "Babi" Arenhart, född 4 oktober 1986 i Novo Hamburgo, är en brasiliansk handbollsmålvakt. Hon spelar för närvarande för RK Krim och det brasilianska landslaget. Hon blev världsmästare 2013 med Brasiliens landslag.

## Klubblagskarriär
Arenhart spelade först för de brasilianska klubbarna Santa/Feevale och Metodista. 2007 flyttade hon till Europa till den spanska klubben Parc Sagunto.  Med Sagunto vann hon spansk Copa de la Reina 2008.  Sommaren 2010 skrev hon kontrakt med norska klubben Byåsen IL.
Efter en säsong för Byåsen IL gick hon till den österrikiska klubben Hypo Niederösterreich. Arenhart vann österrikiska mästerskapet tre gånger med Hypo. Hon vann också ÖHB-cupen tre gånger och en gång vann hon Cupvinnarcupen med klubben. I Österrike utsågs hon till årets spelare och årets målvakt 2013.  Den 14 februari 2013 meddelade Hypo Niederösterreich att Arenhart lämnar klubben och flyttar till den rumänska klubben HCM Baia Mare tillsammans med sin landsmaninna Alexandra do Nascimento. Hon vann rumänska cupen med Baia Mare 2015.
En säsong senare flyttade hon till danska Nykøbing Falster HK.  Från sommaren 2016 hade hon kontrakt med den ungerska klubben Ipress Center-Vác. Där stannade hon i fyra säsonger. Säsongen 2020–2021 spelade hon för den montenegrinska ŽRK Budućnost Podgorica.  Med Budućnost vann hon både montenegrinska mästerskapet och montenegrinska cupen 2021. Hon flyttade sedan till slovenska RK Krim.  Med Krim vann hon både det slovenska mästerskapet och den slovenska cupen 2022.

## Landslagskarriär
Arenhart spelar i Brasiliens damlandslag i handboll sedan 2009. Med Brasilien vann hon Panamerikanska spelen 2011 i Guadalajara och senare också vid Panamerikanska spelen 2015 i Toronto. Hon vann också Panamerikanska mästerskapet 2011, 2013 och 2017.  Hon har deltagit också i VM 2009, 2011, 2013, 2015, 2017, 2019 och 2021. 2013 vann hon VM-titeln och togs också ut som målvakt i all-star-team.  Hon deltog vid OS 2016 i Rio de Janeiro och OS i Tokyo. Hon har till 2022 spelat 191 landskamper och lagt 17 mål i landslaget.

## Individuella utmärkelser
- Målvakt i All-Star Team vid VM 2013
- Österrikes handbollsförbund: Årets handbollsspelare och Årets målvakt i Österrike 2013